# Mødet med det fremmede
|  | Denne artikel er oprettet af botten PalnaBot ud fra en ekstern database. Den kan derfor have sproglige fejl eller mangler. Denne skabelon kan fjernes efter kontrol af indholdet. |

Mødet med det fremmede er en dansk dokumentarfilm fra 2001 skrevet og instrueret af Dola Bonfils.

## Handling
Den øgede migration i verden, mødet med det fremmede og tilpasningen til et nyt liv resulterer ofte i psykiske lidelser, som de færreste psykiatriske behandlingsapparater endnu kan håndtere. Samtidig bliver de psykisk syge stadigt mere isolerede og ikke-integrerede i lokalsamfundene. Psykisk syge indvandrere er dobbelt udsatte. Psykiater og overlæge, Kristen Kistrup, Distriktpsykiatrisk Center Ydre Nørrebro, møder i filmen sin brasilianske kollega, prof. dr. psyk. Adalberto Barreto. Barreto leder et behandlingscenter i storbyen Fortalezas slumkvarter og en helt ny behandleruddannelse i Brasilien - og Paris. De to psykiatere tager del i hinandens hverdag og debatterer deres daglige praksis, metoder og værdier i behandling og forebyggelse, samt den grundlæggende opfattelse af psykisk sygdom.